# Эль-Либертадор
Эль-Либертадор (Невадо-де-Качи; исп. El Libertador, Nevado de Cachi) — горная вершина в Аргентине.
Гора расположена в аргентинской провинции Сальта. Покрыта вечными снегами. Высота составляет 6380 м над уровнем моря; над плато гора возвышается на 2146 м.